# Walter White (calciatore 1882)
Walter White, anche noto con il diminutivo Wattie (Hurlford, 15 maggio 1882 – Fulham, 8 luglio 1950), è stato un calciatore britannico, nazionale scozzese.